# Tschechow-Museum Melichowo

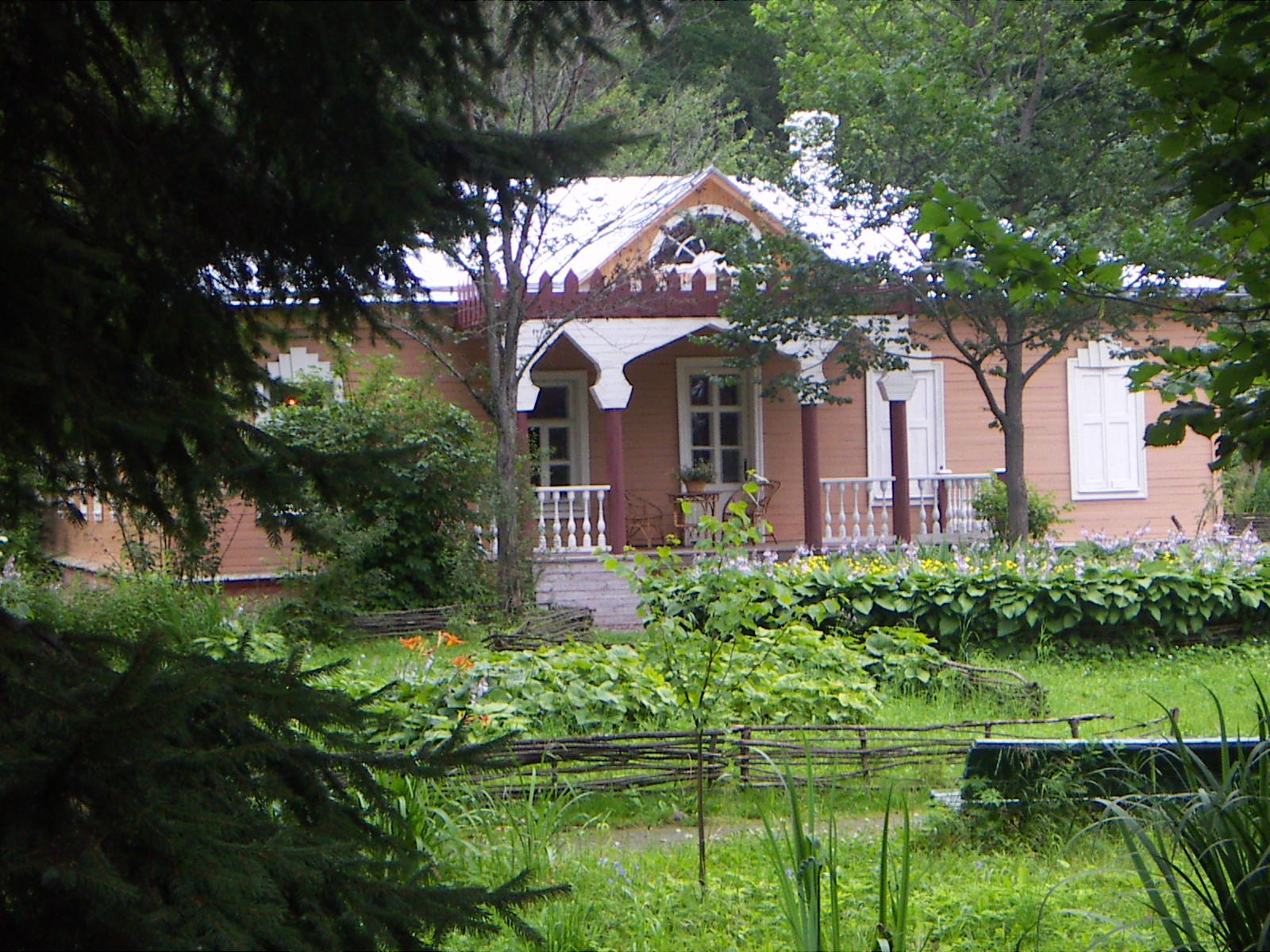
Melichowo im Juli 2005.

Das Tschechow-Museum Melichowo (russisch Государственный литературно-мемориальный музей-заповедник А. П. Чехова, Staatliches A.-P.-Tschechow-Literaturmuseum) ist ein Landgut zirka 80 km südlich von Moskau nahe bei der Stadt Tschechow. Der Schriftsteller bewohnte das Gehöft von 1892 bis 1899 zusammen mit seinen Eltern und nahen Verwandten.

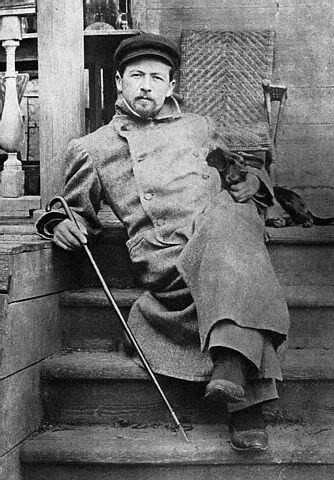
Tschechow 1897 vor seinem Haus in Melichowo mit seinem Dackel.

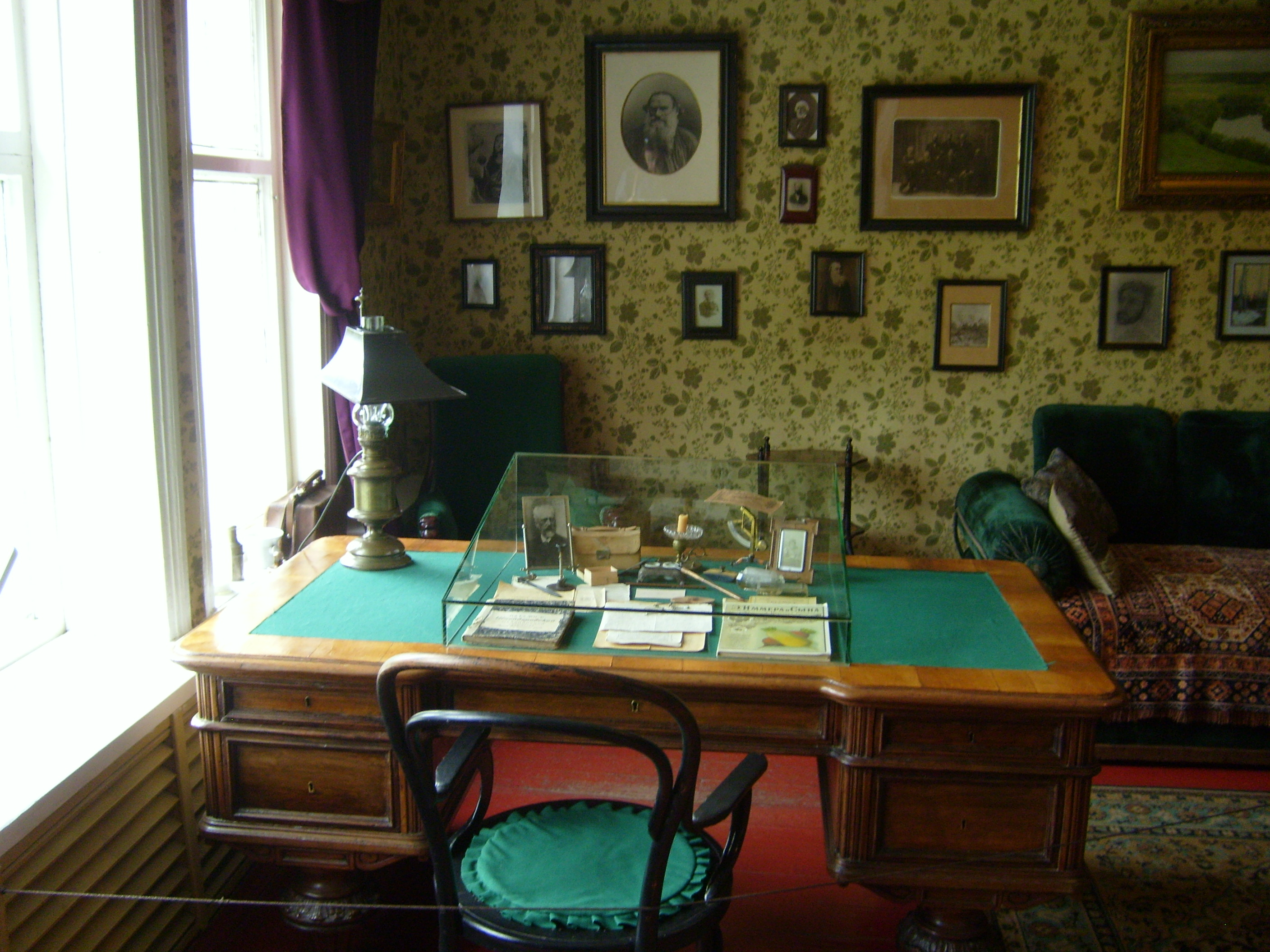
Anton Tschechows Schreibtisch in Melichowo (Aufnahme anno 2008)

Im Dezember 1890 kehrte Anton Tschechow von seiner anstrengenden Sachalin-Reise nach Moskau zurück. Am 2. Februar 1892 kaufte er das um 1840 erbaute Landhaus in Melichowo und zog dort Anfang März mit den Eltern und der Schwester Maria (1863–1957) ein.
Anton Tschechow praktizierte auf seinem Anwesen als Arzt. Die Patienten kamen nicht nur aus dem benachbarten Dorf Melichowo, sondern auch noch aus 25 Dörfern im Umkreis sowie aus sieben Fabriken und einem Kloster. 1896 bis 1899 ließ Tschechow drei Schulen in umliegenden Dörfern bauen und spendete Inventar sowie Schulbücher.
Anton Tschechow vollendete in Melichowo zwei Theaterstücke; im Dezember 1895 Die Möwe und ein Jahr darauf den Onkel Wanja. Im Winter auf das 1898 hielt er sich in Nizza auf. Nach seiner Rückkehr schrieb er – ebenfalls in Melichowo – die Erzählungen Der Mann im Futteral, Von der Liebe und Die Stachelbeeren. Anton Tschechow lud Olga Knipper nach Melichowo ein. Die Darstellerin der Irina Arkadina in der Möwe-Aufführung am Moskauer Künstlertheater hielt sich Mitte Mai 1899 drei Tage dort auf. Anton Tschechow empfing in Melichowo neben einfachen Leuten unter anderen die Schriftsteller Ignati Potapenko und Iwan Bunin sowie den Theaterregisseur Wladimir Nemirowitsch-Dantschenko. Potapenko berichtet, Anton Tschechow sei während der Gespräche oder Konzerte mitunter für ein paar Minuten weggegangen und habe in seinem Arbeitszimmer Ideen notiert. Bunin hat der Nachwelt überliefert, Tschechow habe Kaffee dem in Russland üblichen Tee vorgezogen. Nemirowitsch-Dantschenko hat Anton Tschechow in Melichowo über längere Zeit beobachtet. Der Theaterregisseur registrierte, der Autor habe sich dort sowohl im Freundeskreis als auch allein in seinem Garten wohlgefühlt. Anton Tschechow frönte in Melichowo dem Gärtnern, Pilze Sammeln und Angeln.
Im Sommer 1899 verkaufte Anton Tschechow das Gehöft und ging am 25. August – seiner Tuberkulose-Erkrankung wegen – nach Jalta.
Bis zur Revolution benutzte Baron Nikolai Stuart das Anwesen als Sommerresidenz. Im Herbst 1918 verstaatlichten die Bolschewiken das Gehöft. 1927 wurde daraus der Sowchos Anton Tschechow. 1940 wurde das inzwischen zerstörte Haus wiederaufgebaut und Anfang 1941 als Tschechow-Museum Melichowo eröffnet. Im Kriege geschlossen, wurde das Anwesen im Juni 1944 Staatsdenkmal und am 25. September desselben Jahres als Museum wiedereröffnet. 1954 wurde das Gästehaus restauriert und 1957 bis 1960 das Hauptgebäude neu erbaut. Der Garten mit seinen Obstbäumen und Blumenbeeten wurde dem Garten zu Tschechows Zeiten nachempfunden. Ab 2011 wurden die Restaurierungen fortgesetzt.